# 阿爾喬姆·諾微切諾克
阿爾喬姆·諾微切諾克（Артём Олегович Новичонок，1988年3月27日—）是一位俄羅斯天文學家。

## 發現
自2009年以來，小行星中心將幾顆小行星歸功於他，是他與天文學家德米特里·切斯特諾夫、弗拉基米爾·格爾克和列昂尼德·葉列寧合作在位於新墨西哥州梅希爾的美國澤克·馬翁天文台（H10）和位於下阿爾赫茲的俄羅斯卡達爾天文台（C32）。
他在2011年發現了週期彗星P/2011 R3，並於2012年9月與俄羅斯孔多波加維塔利·涅夫斯基一起發現了艾桑彗星。

## 外部連結
- (Russian) Official site